# Harpactea achsuensis
Harpactea achsuensis là một loài nhện trong họ Dysderidae.
Loài này thuộc chi Harpactea. Harpactea achsuensis được miêu tả năm 1991 bởi Dunin.